# سازمان بین‌المللی آزادی بیان

لوگو سازمان IFEX

سازمان بین‌المللی آزادی بیان (انگلیسی: IFEX) یک شبکه بین‌المللی ست که یک بیش از ۱۱۹ سازمان مستقل غیردولتی را شامل می‌شود.
این شبکه در سطح محلی، منطقه‌ای و بین‌المللی برای دفاع و ترویج آزادی بیان به عنوان یک اصل اساسی حقوق بشر فعالیت می‌کند.

## تاریخچه
IFEX ابتدا در سال ۱۹۹۲ در مونترال، کانادا، توسط یک گروه متشکل از ۱۲ سازمان غیردولتی پیشنهاد شد. آنها در مورد پاسخ دادن به نقض آزادی بیان در سراسر جهان بحث کردند. این جلسه توسط کمیته کانادایی برای محافظت از روزنامه‌نگاران (که اکنون روزنامه‌نگاران کانادایی برای آزادی بیان نام دارد) برگزار شد. طی چهار سال IFEX ساختار خود را تثبیت کرد و برنامه‌های خود را ارائه داد.
IFEX تا سال ۲۰۰۷ برنامه‌ریزی استراتژیک خود را تدوین و تا سال ۲۰۱۷ بیش از ۱۰۴ عضو شبکه در ۶۵ کشور جهان ایجاد کرد.

## مأموریت
وظیفه IFEX این است که با به اشتراک‌گذاری اطلاعات آنلاین و بسیج اقدامات در زمینه مسائلی نظیر آزادی مطبوعات، سانسور اینترنت، قانون آزادی اطلاعات، از آزادی بیان رسانه‌ها و حق آزادی بیان همه افراد، از جمله روزنامه‌نگاران، نویسندگان، هنرمندان، نوازندگان، فیلمسازان، دانشگاهیان، دانشمندان، مدافعان حقوق بشر و کاربران اینترنت، دفاع کند.